# Раусоваць
Раусоваць (хорв. Rausovac) — населений пункт у Хорватії, в Сисацько-Мославинській жупанії у складі міста Хорватська Костайниця.

## Населення
Населення за даними перепису 2011 року становило 28 осіб.
Динаміка чисельності населення поселення:

## Клімат
Середня річна температура становить 11,01 °C, середня максимальна – 25,61 °C, а середня мінімальна – -6,09 °C. Середня річна кількість опадів – 969 мм.
| Клімат поселення                              | Клімат поселення | Клімат поселення | Клімат поселення | Клімат поселення | Клімат поселення | Клімат поселення | Клімат поселення | Клімат поселення | Клімат поселення | Клімат поселення | Клімат поселення | Клімат поселення | Клімат поселення |
| Показник                                      | Січ.             | Лют.             | Бер.             | Квіт.            | Трав.            | Черв.            | Лип.             | Серп.            | Вер.             | Жовт.            | Лист.            | Груд.            |                  |
| Середній максимум, °C                         | 7,32             | 9,23             | 13,66            | 17,88            | 22,43            | 25,61            | 24,55            | 23,87            | 20,24            | 15,36            | 10,00            | 5,70             |                  |
| Середня температура, °C                       | 0,62             | 2,51             | 6,94             | 11,17            | 15,71            | 18,90            | 20,64            | 19,94            | 16,32            | 11,45            | 6,10             | 1,80             |                  |
| Середній мінімум, °C                          | −6,09            | −4,19            | 0,25             | 4,47             | 9,00             | 12,18            | 16,73            | 16,04            | 12,40            | 7,54             | 2,18             | −2,12            |                  |
| Норма опадів, мм                              | 61               | 58               | 68               | 81               | 85               | 95               | 87               | 88               | 85               | 89               | 95               | 77               |                  |
| Середньомісячна швидкість вітру, м/с          | 1.62             | 1.82             | 2.21             | 2.12             | 2.00             | 1.80             | 1.79             | 1.60             | 1.60             | 1.66             | 1.70             | 1.70             |                  |
| Середньомісячна сонячна радіація, кДж/м²·день | 4331             | 7125             | 10866            | 15342            | 19602            | 21801            | 22799            | 19924            | 14788            | 9163             | 4886             | 3590             |                  |
| --------------------------------------------- | ---------------- | ---------------- | ---------------- | ---------------- | ---------------- | ---------------- | ---------------- | ---------------- | ---------------- | ---------------- | ---------------- | ---------------- | ---------------- |
| Джерело:                                      |                  |                  |                  |                  |                  |                  |                  |                  |                  |                  |                  |                  |                  |